# Geografía de Tasmania

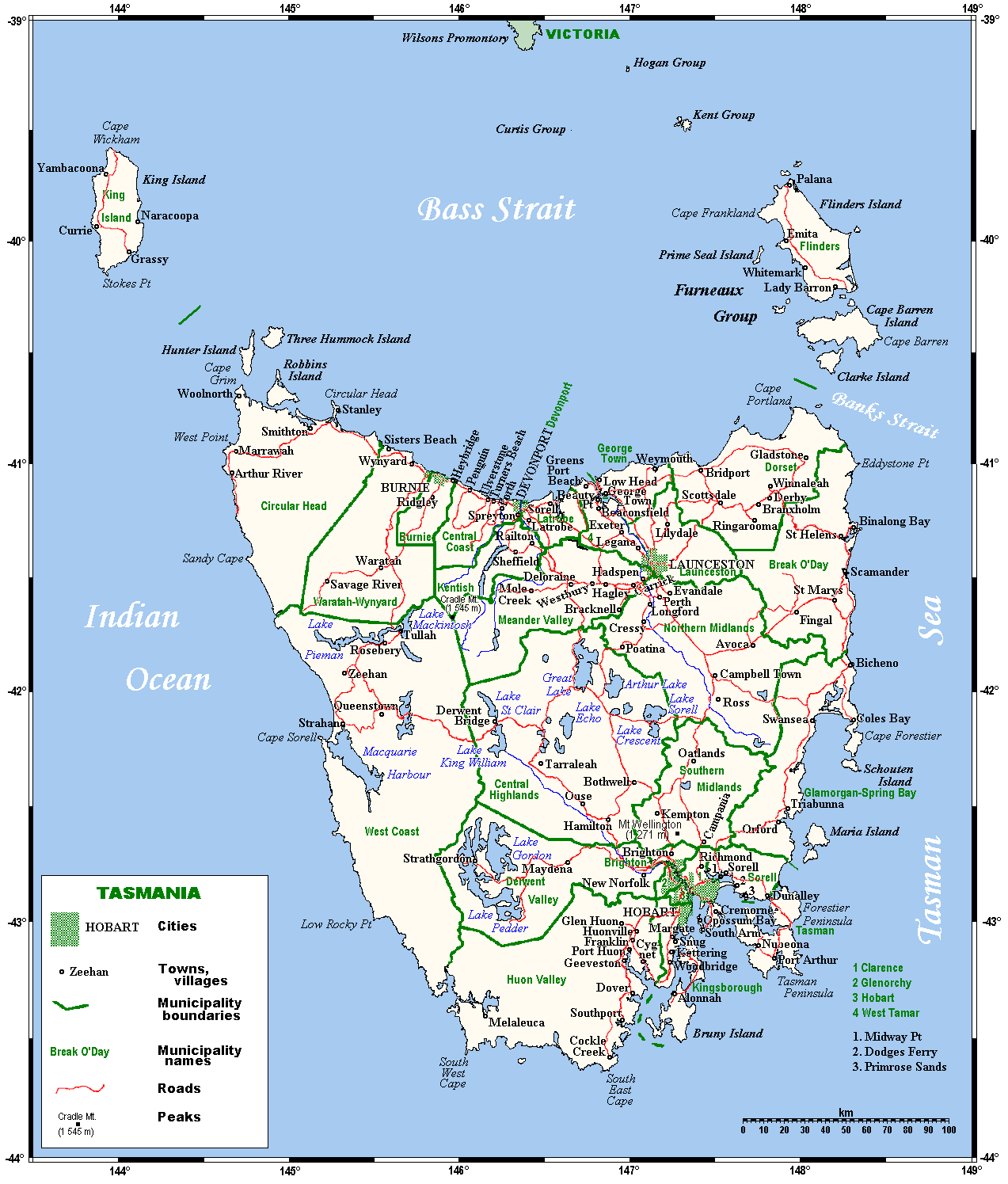
Mapa de Tasmania.

La geografía de Tasmania es accidentada y variada. Tasmania es una isla de clima templado, similar a la Inglaterra preindustrial, por lo que fue descrita por algunos colonos ingleses como "un sur de Inglaterra". Los asentamientos más grandes están, sin embargo en regiones donde la precipitación es mucho menor que en Inglaterra.
Geográficamente, Tasmania es similar al este de Nueva Zelanda. En Tasmania hay volcanes inactivos en los últimos tiempos geológicos. Tiene montañas suaves y redondeadas con rasgos similares al territorio continental de Australia, a diferencia de la mayor parte de Nueva Zelanda. La región más montañosa es la zona de las tierras altas centrales, que abarcan la mayoría de las partes del centro-oeste del estado. El área central este (las Midlands) es bastante plana, y se utiliza principalmente para la agricultura, aunque la actividad agraria está repartida por toda la isla. 
La región Sur-Occidente, en particular, es densamente boscosa, el Parque Nacional del Suroeste posee algunas de las últimas selvas tropicales templadas en el hemisferio sur. Esta zona aislada y de difícil acceso se ha conocido mejor con la llegada de imágenes por satélite. 
La mayoría de la población vive en y alrededor de los ríos costeros, como el Derwent y Huon, en el sur, y de los ríos Tamar y río Mersey en el norte. 
Su clima templado (es el único estado australiano con los terrenos por debajo del paralelo 40 sur), el medio ambiente rural y sus numerosos elementos históricos, han convertido a Tasmania en una opción popular para aquellos jubilados que prefieren un clima templado a uno tropical como el de Queensland.
Los meses de otoño y primavera son los mejores para visitarla.